# A Zalaegerszegi TE FC 2009–2010-es szezonja
A 2009–2010-es magyar labdarúgó-bajnokságban a ZTE az 5. helyet szerezte meg 53 ponttal. A lett Artjoms Rudņevs a bajnoki góllövőlista második helyén végzett 16 góljával.
A Magyar kupa döntőjébe első ízben jutott be a csapat, ahol a DVSC-től 3–2-es vereséget szenvedett. A döntőbeli szereplés eredményeként kvalifikálta magát a 2010–2011-es Európa-liga 1. selejtezőkörébe.
A legnagyobb rivális Szombathelyi Haladás csapata ellen veretlen maradt a csapat, ősszel 3–0-s győzelmet, tavasszal 1–1-es döntetlent játszottak egymással. A Magyarkupa során 2–0, illetve 1–1 lett az eredmény, így 3–1-es összesítéssel jutott tovább a ZTE a legjobb 16 csapat közé.
A csapat vezetőedzője a múlt szezonban kinevezett Csank János volt, aki egész évben irányította az együttest.
Az évad elején három jelentősebb távozó volt a klubnál, a házi gólkirály Waltner Róbert, a csapatkapitányi karszalagot kiérdemlő Szamosi Tamás és a védelem egyik legfontosabb embere, Sorin Botis. Az érkezők közül Đorđe Kamber, Milan Bogunović és Magasföldi József tudott meghatározó játékossá válni.
2009 nyarán Kereki Zoltánt nevezték ki a klub utánpótlás igazgatói posztjára.
A legtöbb néző a Haladás elleni 3–0-s győzelem alkalmából látogatott ki a ZTE Arénába, 7472 szurkoló foglalt helyet a lelátókon.

## Játékosstatisztikák

### Pályán töltött idő
| Név                 | Összes játszott perc | Kezdőcsapatban | Csereként | Összes mérkőzés |
| ------------------- | -------------------- | -------------- | --------- | --------------- |
| Đorđe Kamber        | 2550                 | 28             | 1         | 29              |
| Vlaszák Géza        | 2520                 | 28             | 0         | 28              |
| Máté Péter          | 2514                 | 29             | 0         | 29              |
| Matej Miljatovič    | 2260                 | 25             | 1         | 26              |
| Kocsárdi Gergely    | 2251                 | 26             | 3         | 29              |
| Milan Bogunović     | 2166                 | 25             | 0         | 25              |
| Artjoms Rudņevs     | 2150                 | 24             | 1         | 25              |
| Magasföldi József   | 1892                 | 26             | 3         | 29              |
| Marián Sluka        | 1563                 | 16             | 5         | 21              |
| Horváth András      | 1354                 | 15             | 7         | 22              |
| Darko Pavićević     | 1281                 | 13             | 7         | 20              |
| Nenad Todorović     | 1247                 | 13             | 6         | 19              |
| Balázs Zsolt        | 1208                 | 13             | 12        | 25              |
| Leon Panikvar       | 1161                 | 16             | 1         | 17              |
| Illés Gyula         | 1105                 | 11             | 7         | 18              |
| Szalai Tamás        | 758                  | 8              | 8         | 16              |
| Kovács Gergő        | 553                  | 5              | 8         | 13              |
| Prince Rajcomar     | 516                  | 5              | 5         | 10              |
| Schultz Levente     | 372                  | 2              | 11        | 13              |
| Pogacsics Krisztián | 180                  | 2              | 0         | 2               |
| Barna Zsolt         | 60                   | 0              | 2         | 2               |
| Petneházi Márk      | 20                   | 0              | 2         | 2               |

### Gólszerzők
| Artjoms Rudņevs   | 16 | 3 | 1 | 20 |
| Darko Pavićević   | 13 | 4 | 1 | 18 |
| Magasföldi József | 7  | 0 | 2 | 9  |
| Balázs Zsolt      | 6  | 1 | 1 | 8  |
| Illés Gyula       | 4  | 0 | 2 | 6  |
| Horváth András    | 2  | 2 | 1 | 5  |
| Đorđe Kamber      | 2  | 1 | 1 | 4  |
| Szalai Tamás      | 2  | 1 | 0 | 3  |
| Marián Sluka      | 2  | 0 | 0 | 2  |
| Nenad Todorović   | 1  | 1 | 1 | 3  |
| Máté Péter        | 1  | 1 | 0 | 2  |
| Matej Miljatovič  | 1  | 1 | 0 | 2  |
| Milan Bogunović   | 1  | 0 | 0 | 1  |
| Prince Rajcomar   | 0  | 1 | 3 | 4  |
| Vittman Ádám      | 0  | 0 | 3 | 3  |
| Polareczki Roland | 0  | 0 | 1 | 1  |

### Sárga és piros lapos figyelmeztetések
- Csak a bajnokságban

| Név               | Sárga lapok | Piros lapok |
| ----------------- | ----------- | ----------- |
| Horváth András    | 2           | 2           |
| Milan Bogunović   | 8           | 1           |
| Nenad Todorović   | 8           | 0           |
| Đorđe Kamber      | 7           | 0           |
| Magasföldi József | 5           | 0           |
| Máté Péter        | 5           | 0           |
| Leon Panikvar     | 5           | 0           |
| Darko Pavićević   | 5           | 0           |
| Matej Miljatovič  | 4           | 0           |
| Illés Gyula       | 3           | 0           |
| Kocsárdi Gergely  | 3           | 0           |
| Artjoms Rudņevs   | 3           | 0           |
| Szalai Tamás      | 3           | 0           |
| Prince Rajcomar   | 2           | 0           |
| Barna Zsolt       | 1           | 0           |
| Kovács Gergő      | 1           | 0           |
| Schultz Levente   | 1           | 0           |

## Változások a csapat keretében
| Érkezők - Đorđe Kamber (DVTK) - Milan Bogunović (DVTK) - Schultz Levente (SV Wacker Burghausen) - Leon Panikvar (Primorje Ajdovscina) - Szalai Tamás (PMFC) - Nenad Todorović (OFK Belgrád) - Magasföldi József (BFC Siófok) - Hadár Adrián (CS Mechel Câmpia Turzii) - Barna Zsolt (MTK) - kölcsönben - Prince Rajcomar (KR Reykjavík) - Ante Knezović (Red Bull Salzburg ifi) | Távozók - Varga Róbert (Győri ETO) - kölcsönből vissza - Hajdú Norbert (Újpest FC) - kölcsönből vissza - Kemal Alomerović (FK Sloga Jugomagnat) - Lukács Tihamér (FK Lokomotyiv Nyizsnyij Novgorod) - Tóth Zoltán (Budapest Honvéd FC) - Waltner Róbert (SV Mattersburg) - Szamosi Tamás (PMFC) - Sorin Botis (Budapest Honvéd FC) - Horváth II András (PMFC) - Sági Gábor - Bozsik József (Szigetszentmiklósi TK) - Borsos Dániel - Ferkó Csaba (FC Tatabánya) - Zsömlye György (Barcsi SC) - Miszori László (Hévíz FC) - Délczeg Gergely (BFC Siófok) - Hadár Adrián (Clube Desportivo Pinhalnovense) - Rábold Richárd (Budapest Honvéd FC) - Legoza László (Soproni VSE) - Mátyás Benjamin (?) - Balogh Arnold (?) - Burányi Tamás (DVTK) - Domján Roland (Lombard Pápa) |

## Mérkőzések
| Színmagyarázat | Színmagyarázat |
| -------------- | -------------- |
|                | Győzelem.      |
|                | Döntetlen.     |
|                | Vereség.       |

### Soproni Liga 2009–10

#### Őszi fordulók
| 1. forduló 2009. július 25. 20:00 |

| Zalaegerszegi TE                                                   | 2 – 1               | Paksi FC                                           |
| ------------------------------------------------------------------ | ------------------- | -------------------------------------------------- |
| Rudņevs 16' 85' Balázs 43' Todorović 21' Panikvar 33' Kamber 90+2' | (2 – 0) Jegyzőkönyv | Böde 79' Éger 19' Szabó 30' Pintér 55' Nikolov 71' |

| ZTE Aréna, Zalaegerszeg Nézőszám: 4 410 Játékvezető: Kassai Viktor (magyar) |

| 2. forduló 2009. augusztus 1. 20:00 |

| Ferencváros                                                    | 4 – 1               | Zalaegerszegi TE                    |
| -------------------------------------------------------------- | ------------------- | ----------------------------------- |
| Shaw 15' Dragóner 34' 12' Pölöskey 78' 86' Adnán 23' Fitos 36' | (2 – 1) Jegyzőkönyv | Máté 45' 20' Panikvar 66' Sluka 88′ |

| Albert Flórián Stadion, Budapest Nézőszám: 9 000 Játékvezető: Solymosi Péter (magyar) |

| 3. forduló 2009. július 25. 17:30 |

| Zalaegerszegi TE                                | 0 – 3               | Kaposvári Rákóczi                                              |
| ----------------------------------------------- | ------------------- | -------------------------------------------------------------- |
| Bogunović 60' Todorović 76' Kamber 89' Máté 90' | (0 – 1) Jegyzőkönyv | Zahorecz 32' 74' 90+2' (11-esből) Pest 45' Grúz 87' Bogdán 89' |

| ZTE Aréna, Zalaegerszeg Nézőszám: 4 681 Játékvezető: Szabó Zsolt (magyar) |

| 4. forduló 2009. augusztus 15. 20:00 |

| MTK Budapest                                   | 1 – 0               | Zalaegerszegi TE |
| ---------------------------------------------- | ------------------- | ---------------- |
| Balogh 72' Gosztonyi 32' Pintér 67' Lencse 76' | (0 – 0) Jegyzőkönyv | Bogunović 76'    |

| Hidegkuti Nándor Stadion, Budapest Nézőszám: 1 000 Játékvezető: Takács János (magyar) |

| 5. forduló 2009. november 29. 17:30 |

| Debreceni VSC                                                              | 5 – 3               | Zalaegerszegi TE                                                   |
| -------------------------------------------------------------------------- | ------------------- | ------------------------------------------------------------------ |
| Varga 4' Oláh 9' Szakály 17' Komlósi 25' Coulibaly 42' Fodor 22' Ramos 28' | (5 – 3) Jegyzőkönyv | Balázs 19' Rudņevs 22' Todorović 30' (11-esből) 45' Magasföldi 82' |

| Oláh Gábor utcai stadion, Debrecen Nézőszám: 3 500 Játékvezető: Iványi Zoltán (magyar) |

- Elhalasztott mérkőzés.

| 6. forduló 2009. augusztus 28. 19:00 |

| Videoton                     | 1 – 2               | Zalaegerszegi TE                                   |
| ---------------------------- | ------------------- | -------------------------------------------------- |
| Sitku I. 29' Radović, I. 40' | (1 – 1) Jegyzőkönyv | Bogunović, M. 34' Balázs Zs. 81' Todorović, N. 69' |

| Sóstói Stadion, Székesfehérvár Nézőszám: 2 300 Játékvezető: Bognár Tamás (magyar) Asszisztensek: Huszár Balázs Kis Zoltán |

| 7. forduló 2009. szeptember 12. 15:00 |

| Zalaegerszegi TE                        | 1 – 4               | Újpest                                                     |
| --------------------------------------- | ------------------- | ---------------------------------------------------------- |
| Magasföldi 20' Kamber 50' Pavićević 79' | (1 – 1) Jegyzőkönyv | Kabát 41' 61' 84' Foxi 69' Balajcza 21' Tóth 33' Simek 52' |

| ZTE Aréna, Zalaegerszeg Nézőszám: 4 756 Játékvezető: Németh Ádám (magyar) |

| 8. forduló 2009. szeptember 18. 19:00 |

| Győri ETO                                          | 1 – 1               | Zalaegerszegi TE                |
| -------------------------------------------------- | ------------------- | ------------------------------- |
| Babić 84' Đorđević 45' Stanišić 77' Stevanović 85' | (0 – 0) Jegyzőkönyv | Szalai 63' Horváth 77′ Máté 83' |

| ETO Park, Győr Nézőszám: 2 100 Játékvezető: Arany Tamás (magyar) |

| 9. forduló 2009. szeptember 26. 19:00 |

| Zalaegerszegi TE                                          | 3 – 2               | Kecskeméti TE                        |
| --------------------------------------------------------- | ------------------- | ------------------------------------ |
| Pavićević 63' Magasföldi 65' Miljatovič 74' Todorović 54' | (0 – 0) Jegyzőkönyv | Csordás 49' Koller 72' Schindler 90' |

| ZTE Aréna, Zalaegerszeg Nézőszám: 3 082 Játékvezető: Vad II. István (magyar) |

| 10. forduló 2009. október 3. 15:00 |

| Diósgyőr                            | 1 – 1               | Zalaegerszegi TE                        |
| ----------------------------------- | ------------------- | --------------------------------------- |
| Ivancsics 24' (11-esből) Jeknić 40′ | (1 – 1) Jegyzőkönyv | Rudņevs 14' Bogunović 18' Todorović 88' |

| DVTK-stadion, Miskolc Nézőszám: 2 000 Játékvezető: Veizer Roland (magyar) |

| 11. forduló 2009. október 16. 19:00 |

| Zalaegerszegi TE                          | 3 – 0               | Lombard Pápa                                    |
| ----------------------------------------- | ------------------- | ----------------------------------------------- |
| Magasföldi 38' 61' Rudņevs 40' Kamber 57' | (2 – 0) Jegyzőkönyv | Bárányos 57' Venczel 74' Rebryk 82' Heffler 85' |

| ZTE Aréna, Zalaegerszeg Nézőszám: 1 864 Játékvezető: Sulyok Gergely (magyar) |

| 12. forduló 2009. október 23. 19:00 |

| Budapest Honvéd       | 0 – 1               | Zalaegerszegi TE          |
| --------------------- | ------------------- | ------------------------- |
| Bajner 37' Angoua 65' | (0 – 0) Jegyzőkönyv | Magasföldi 73' Kamber 49' |

| Bozsik József Stadion, Budapest Nézőszám: 1 100 Játékvezető: Berger József (magyar) |

| 13. forduló 2009. október 31. 17:00 |

| Zalaegerszegi TE                                    | 3 – 0               | Haladás  |
| --------------------------------------------------- | ------------------- | -------- |
| Rudņevs 9' 25' Pavićević 53' (11-esből) Sluka 90+1' | (2 – 0) Jegyzőkönyv | Tóth 52' |

| ZTE Aréna, Zalaegerszeg Nézőszám: 7 472 Játékvezető: Solymosi Péter (magyar) |

| 14. forduló 2009. november 7. 15:00 |

| Zalaegerszegi TE                                                    | 4 – 1               | Vasas                                                     |
| ------------------------------------------------------------------- | ------------------- | --------------------------------------------------------- |
| Magasföldi 5' 15' Rudņevs 47' (11-esből) 74' Balázs 81' Horváth 42' | (1 – 1) Jegyzőkönyv | Dobrić 20' 54' Balog 23' Bakos 52' Mrđanin 65' Gáspár 75' |

| ZTE Aréna, Zalaegerszeg Nézőszám: 2 740 Játékvezető: Szilasi Szabolcs (magyar) |

| 15. forduló 2009. november 21. 16:00 |

| Nyíregyháza Spartacus             | 0 – 4               | Zalaegerszegi TE                            |
| --------------------------------- | ------------------- | ------------------------------------------- |
| Minczér 25' Mboussi 45′ Zabos 62' | (0 – 1) Jegyzőkönyv | Rudņevs 39' 53' 80' Pavićević 76' Barna 90' |

| Nyíregyháza Városi Stadion, Nyíregyháza Nézőszám: 2 500 Játékvezető: Bognár Tamás (magyar) |

#### Tavaszi fordulók
| 16. forduló 2010. március 31. 16:00 |

| Paksi FC                                           | 1 – 2               | Zalaegerszegi TE        |
| -------------------------------------------------- | ------------------- | ----------------------- |
| Nagy 90+1' Tököli 71' Kiss 75′ Éger 89' Böde 90+1' | (0 – 1) Jegyzőkönyv | Sluka 39' 52' Illés 78' |

| Fehérvári úti stadion, Paks Nézőszám: 500 Játékvezető: Fábián Mihály (magyar) |

- Elhalasztott mérkőzés.

| 17. forduló 2010. március 6. 15:00 |

| Zalaegerszegi TE                                                                  | 3 – 3               | Ferencváros                                                                             |
| --------------------------------------------------------------------------------- | ------------------- | --------------------------------------------------------------------------------------- |
| Pavićević 54' 61' Illés 81' Miljatovič 87' Todorović 18' Bogunović 70' Kamber 79' | (0 – 2) Jegyzőkönyv | Elding 1' 38' Todorović 47' (öngól) Doherty 11' Dragóner 56′ Csizmadia 61' Morrison 71′ |

| ZTE Aréna, Zalaegerszeg Nézőszám: 6 000 Játékvezető: Szabó Zsolt (magyar) |

| 18. forduló 2010. március 13. 16:00 |

| Kaposvári Rákóczi | 1 – 1               | Zalaegerszegi TE                                             |
| ----------------- | ------------------- | ------------------------------------------------------------ |
| Gujić 5' Grúz 62' | (1 – 0) Jegyzőkönyv | Pavićević 50' Panikvar 8' Sluka 33' Schultz 77' Rajcomar 85' |

| Rákóczi Stadion, Kaposvár Nézőszám: 2 000 Játékvezető: Takács János (magyar) |

| 19. forduló 2010. március 20. 14:30 |

| Zalaegerszegi TE                            | 1 – 0               | MTK Budapest |
| ------------------------------------------- | ------------------- | ------------ |
| Pavićević 54' Illés 40' Máté 68' Szalai 90' | (0 – 0) Jegyzőkönyv | Kulcsár 24'  |

| ZTE Aréna, Zalaegerszeg Nézőszám: 3 500 Játékvezető: Kovács J. Zoltán (magyar) |

| 20. forduló 2010. március 27. 17:30 |

| Zalaegerszegi TE                                          | 4 – 1               | Debreceni VSC                                             |
| --------------------------------------------------------- | ------------------- | --------------------------------------------------------- |
| Sluka 12' Pavićević 33' Illés 57' Szalai 81' Panikvar 49' | (2 – 0) Jegyzőkönyv | Coulibaly 68' Luis Ramos 6' Mészáros 25' Mijadinoszki 64' |

| ZTE Aréna, Zalaegerszeg Nézőszám: 4 062 Játékvezető: Solymosi Péter (magyar) |

| 21. forduló 2010. április 4. 17:30 |

| Zalaegerszegi TE | 2 – 2               | Videoton                                                                                         |
| --- | ------------------- | ------------------------------------------------------------------------------------------------ |
| Balázs Zs. 56' Pavićević, D. 79' (11-esből) 58' Panikvar, L. 13' Sluka, M. 20' Kocsárdi G. 41' Bogunović, M. 70' Máté P. 90' | (0 – 1) Jegyzőkönyv | André Alves 41' 41' Elek Á. 90+1' 39' Farkas B. 21' Polonkai A. 67' Horváth G. 83' Andić, M. 79′ |

| ZTE Aréna, Zalaegerszeg Nézőszám: 5 000 Játékvezető: Kassai Viktor (magyar) Asszisztensek: Erős Gábor Vámos Tibor |

| 22. forduló 2010. április 9. 19:00 |

| Újpest               | 2 – 1               | Zalaegerszegi TE                       |
| -------------------- | ------------------- | -------------------------------------- |
| Barczi 53' Kabát 77' | (0 – 1) Jegyzőkönyv | Pavićević 29' 29' Illés 64' Kamber 86' |

| Szusza Ferenc Stadion, Budapest Nézőszám: 3 251 Játékvezető: Iványi Zoltán (magyar) |

| 23. forduló 2010. április 18. 17:30 |

| Zalaegerszegi TE         | 1 – 1               | Győri ETO            |
| ------------------------ | ------------------- | -------------------- |
| Illés 62' Miljatovič 59' | (0 – 1) Jegyzőkönyv | Koltai 5' Eugène 34' |

| ZTE Aréna, Zalaegerszeg Nézőszám: 3 164 Játékvezető: Bede Ferenc (magyar) |

| 24. forduló 2010. április 24. 16:00 |

| Kecskeméti TE                      | 2 – 2               | Zalaegerszegi TE                                                  |
| ---------------------------------- | ------------------- | ----------------------------------------------------------------- |
| Montvai 10' Csordás 66' Némedi 88' | (1 – 0) Jegyzőkönyv | Rudņevs 67' Magasföldi 89' 69' Illés 38' Bogunović 47' Kamber 71' |

| Széktói Stadion, Kecskemét Nézőszám: 3 500 Játékvezető: Andó-Szabó Sándor (magyar) |

| 25. forduló 2010. május 2. 17:30 |

| Zalaegerszegi TE                                                    | 3 – 0               | Diósgyőr                            |
| ------------------------------------------------------------------- | ------------------- | ----------------------------------- |
| Rudņevs 8' 73' Magasföldi 12' Bogunović 29' Szalai 64' Rajcomar 80' | (2 – 0) Jegyzőkönyv | Haman 30' Šupić 32' Vukadinović 51' |

| ZTE Aréna, Zalaegerszeg Nézőszám: 3 216 Játékvezető: Kovács J. Zoltán (magyar) |

| 26. forduló 2010. május 5. 19:00 |

| Lombard Pápa                                   | 1 – 2               | Zalaegerszegi TE                                                |
| ---------------------------------------------- | ------------------- | --------------------------------------------------------------- |
| Rebryk 35' Rajnay 54' Gyömbér 59' Bárányos 76' | (1 – 1) Jegyzőkönyv | Balázs 26' Horváth 66' 75′ Bogunović 58' Rudņevs 76' Szalai 89' |

| Perutz Stadion, Pápa Nézőszám: 2 000 Játékvezető: Miquel Alvaro Garcia (chilei) |

| 27. forduló 2010. május 8. 17:30 |

| Zalaegerszegi TE                         | 0 – 1               | Budapest Honvéd                                                           |
| ---------------------------------------- | ------------------- | ------------------------------------------------------------------------- |
| Miljatovič 59' Kovács 85' Kocsárdi 90+2' | (0 – 1) Jegyzőkönyv | Panikvar 13' (öngól) Debreceni 29' Diego 45' Botis 50' Coira 73' Nagy 77' |

| ZTE Aréna, Zalaegerszeg Nézőszám: 2 338 Játékvezető: Bede Ferenc (magyar) |

| 28. forduló 2010. május 16. 17:30 |

| Haladás                                               | 1 – 1               | Zalaegerszegi TE                                      |
| ----------------------------------------------------- | ------------------- | ----------------------------------------------------- |
| Kenesei 18' Oross 54' Lengyel 66' Tóth 68' Molnár 74' | (1 – 0) Jegyzőkönyv | Rudņevs 57' Miljatovič 14' Horváth 31' Magasföldi 46' |

| Rohonci úti stadion, Szombathely Nézőszám: 5 000 Játékvezető: Szabó Zsolt (magyar) |

| 29. forduló 2010. május 19. 18:00 |

| Vasas                                                    | 2 – 3               | Zalaegerszegi TE                                                            |
| -------------------------------------------------------- | ------------------- | --------------------------------------------------------------------------- |
| ben Únesz 2' (11-esből) Bogunović 80' (öngól) Kovács 86' | (1 – 2) Jegyzőkönyv | Kamber 33' Pavićević 44' Horváth 54' Miljatovič 2' Kocsárdi 37' Rudņevs 86' |

| Illovszky Rudolf Stadion, Budapest Nézőszám: 1 000 Játékvezető: Veizer Roland (magyar) |

| 30. forduló 2010. május 22. 15:00 |

| Zalaegerszegi TE                                                  | 4 – 3               | Nyíregyháza Spartacus                        |
| ----------------------------------------------------------------- | ------------------- | -------------------------------------------- |
| Rudņevs 48' Pavićević 54' 56' 71' 71' Todorović 39' Bogunović 81′ | (0 – 2) Jegyzőkönyv | Bugerra 8' 16' 62' Struhár 34' Miskolczi 77' |

| ZTE Aréna, Zalaegerszeg Nézőszám: 2 028 Játékvezető: Bognár Tamás (magyar) |

#### Végeredmény
| #   | Csapat                    | M  | GY | D  | V  | G+ – G– | GK  | P  | Megjegyzések                                   |
| --- | ------------------------- | -- | -- | -- | -- | ------- | --- | -- | ---------------------------------------------- |
| 1.  | Debreceni VSCCV (B, KGY)  | 30 | 20 | 2  | 8  | 63–37   | +26 | 62 | 2010–2011-es Bajnokok Ligája – 2. selejtezőkör |
| 2.  | Videoton (I)              | 30 | 18 | 7  | 5  | 59–31   | +28 | 61 | 2010–2011-es Európa-liga – 2. selejtezőkör     |
| 3.  | Győri ETO (I)             | 30 | 15 | 12 | 3  | 38–18   | +20 | 57 | 2010–2011-es Európa-liga – 1. selejtezőkör     |
| 4.  | Újpest                    | 30 | 17 | 4  | 9  | 49–39   | +10 | 55 |                                                |
| 5.  | Zalaegerszegi TE (I)      | 30 | 15 | 8  | 7  | 59–45   | +14 | 53 | 2010–2011-es Európa-liga – 1. selejtezőkör     |
| 6.  | MTK Budapest              | 30 | 12 | 7  | 11 | 52–41   | +11 | 43 |                                                |
| 7.  | FerencvárosÚ              | 30 | 10 | 11 | 9  | 34–35   | −1  | 41 |                                                |
| 8.  | Haladás                   | 30 | 10 | 9  | 11 | 46–49   | −3  | 39 |                                                |
| 9.  | Budapest HonvédK          | 30 | 9  | 11 | 10 | 38–35   | +3  | 38 |                                                |
| 10. | Kecskeméti TE             | 30 | 10 | 7  | 13 | 50–56   | −6  | 37 |                                                |
| 11. | Lombard PápaÚ             | 30 | 10 | 5  | 15 | 39–50   | −11 | 35 |                                                |
| 12. | Kaposvári Rákóczi         | 30 | 8  | 8  | 14 | 38–50   | −12 | 32 |                                                |
| 13. | Vasas                     | 30 | 8  | 7  | 15 | 39–61   | −22 | 31 |                                                |
| 14. | Paksi FC                  | 30 | 7  | 10 | 13 | 31–44   | −13 | 31 |                                                |
| 15. | Nyíregyháza Spartacus (K) | 30 | 6  | 9  | 15 | 41–60   | −19 | 27 | NB II                                          |
| 16. | Diósgyőr (K)              | 30 | 4  | 5  | 21 | 31–56   | −25 | 17 | NB II                                          |

Forrás: MLSZ adatbank 
A rangsorolás alapszabályai: 1. összpontszám, 2. győzelmek száma, 3. gólkülönbség, 4. szerzett gólok száma, 5. egymás elleni eredmények összpontszáma,  6. egymás elleni eredmények gólkülönbsége, 7. egymás elleni eredmények szerzett góljainak száma, 8. egymás elleni eredmények idegenben szerzett góljainak száma.
Mivel a bajnok Debreceni VSC nyerte 2009–2010-es magyar kupát, így a bajnoki ezüstérmes Videoton a 2010–2011-es Európa-liga 2. selejtezőkörében, míg a kupadöntőt elbukó Zalaegerszegi TE és a Győri ETO a 2010–2011-es Európa-liga 1. selejtezőkörében jogosult indulni.
(B): Bajnokcsapat, (K): Kieső csapat, (F): Feljutó csapat, (I): Kupainduló, (R): A rájátszás győztese, (KGY): Kupagyőztes

#### Az eredmények összesítése
Az alábbi táblázatban összesítve szerepelnek a Zalaegerszegi TE FC 2009/10-es bajnokságban elért eredményei.
| Ősz/tavasz (forduló)    | Otthon | Otthon | Otthon | Otthon | Otthon | Otthon | Otthon | Idegenben | Idegenben | Idegenben | Idegenben | Idegenben | Idegenben | Idegenben |
| Ősz/tavasz (forduló)    | M      | GY     | D      | V      | LG–KG  | GK     | P      | M         | GY        | D         | V         | LG–KG     | GK        | P         |
| ----------------------- | ------ | ------ | ------ | ------ | ------ | ------ | ------ | --------- | --------- | --------- | --------- | --------- | --------- | --------- |
| Őszi szezon (1–15.)     | 7      | 5      | 0      | 2      | 16–11  | +5     | 15     | 8         | 3         | 2         | 3         | 13–13     | 0         | 11        |
| Tavaszi szezon (16–30.) | 8      | 4      | 3      | 1      | 18–11  | +7     | 15     | 7         | 3         | 3         | 1         | 12–10     | +2        | 12        |
| Összesen (1–30.)        | 15     | 9      | 3      | 3      | 34–22  | +12    | 30     | 15        | 6         | 5         | 4         | 25–23     | +2        | 23        |

#### Helyezések fordulónként
| Forduló  | 1  | 2  | 3  | 4  | 5  | 6  | 7  | 8  | 9  | 10 | 11 | 12 | 13 | 14 | 15 | 16 | 17 | 18 | 19 | 20 | 21 | 22 | 23 | 24 | 25 | 26 | 27 | 28 | 29 | 30 |
| -------- | -- | -- | -- | -- | -- | -- | -- | -- | -- | -- | -- | -- | -- | -- | -- | -- | -- | -- | -- | -- | -- | -- | -- | -- | -- | -- | -- | -- | -- | -- |
| Helyszín | O  | I  | O  | I  | I  | I  | O  | I  | O  | I  | O  | I  | O  | O  | I  | I  | O  | I  | O  | O  | O  | I  | O  | I  | O  | I  | O  | I  | I  | O  |
| Eredmény | GY | V  | V  | V  | V  | GY | V  | D  | GY | D  | GY | GY | GY | GY | GY | GY | D  | D  | GY | GY | D  | V  | D  | D  | GY | GY | V  | D  | GY | GY |
| Helyezés | 4  | 12 | 14 | 14 | 16 | 13 | 14 | 14 | 10 | 11 | 9  | 8  | 6  | 5  | 4  | 3  | 3  | 5  | 4  | 3  | 3  | 4  | 4  | 4  | 4  | 4  | 5  | 5  | 5  | 5  |

Helyszín: O = Otthon; I = Idegenben. Eredmény: GY = Győzelem; D = Döntetlen; V = Vereség.

### Magyar kupa
| 3. forduló 2009. szeptember 15. 15:30 |

| Hévíz FC                                  | 0 – 3               | Zalaegerszegi TE                                               |
| ----------------------------------------- | ------------------- | -------------------------------------------------------------- |
| Buza 26' Horváth 71' Buzási 76' Kónya 81' | (0 – 0) Jegyzőkönyv | Miljatovič 78' Horváth 81' 36' Szalai 86' Rudņevs 54' Máté 84' |

| Hévíz Játékvezető: Pánczél Krisztián (magyar) |

| 4. forduló 2009. szeptember 15. 15:30 |

| Pécsi MFC             | 0 – 1               | Zalaegerszegi TE                                                  |
| --------------------- | ------------------- | ----------------------------------------------------------------- |
| Szamosi 52' Cseri 60' | (0 – 0) Jegyzőkönyv | Rudņevs 11' 11' Pavićević 10' Barna 54' Magasföldi 65' Máté 90+9' |

| PMFC Stadion, Pécs Nézőszám: 2 500 Játékvezető: Solymosi Péter (magyar) |

| 5. forduló Első mérkőzés 2009. október 20. 18:00 |

| Haladás    | 0 – 2               | Zalaegerszegi TE       |
| ---------- | ------------------- | ---------------------- |
| Iszlai 18' | (0 – 1) Jegyzőkönyv | Horváth 9' Rudņevs 85' |

| Rohonci úti stadion, Szombathely Nézőszám: 2 500 Játékvezető: Arany Tamás (magyar) |

| 5. forduló Visszavágó 2009. október 28. 18:00 |

| Zalaegerszegi TE                      | 1 – 1               | Haladás                                      |
| ------------------------------------- | ------------------- | -------------------------------------------- |
| Todorović 25' Bogunović 40' Sluka 79' | (1 – 1) Jegyzőkönyv | Nagy 34' Devecseri 27' Simon 40' Gyurján 70' |

| ZTE Aréna, Zalaegerszeg Nézőszám: 2 086 Játékvezető: Barna Gábor (magyar) |

| Negyeddöntő, első mérkőzés 2009. november 11. 13:00 |

| Szigetszentmiklósi TK | 0 – 3               | Zalaegerszegi TE                                                                 |
| --------------------- | ------------------- | -------------------------------------------------------------------------------- |
| Pintér 54' Pénzes 83' | (0 – 2) Jegyzőkönyv | Pavićević 6' 27' Rajcomar 80' Todorović 38' Bogunović 40' Balázs 42' Schultz 81' |

| Szigetszentmiklós Nézőszám: 200 Játékvezető: Takács János (magyar) |

| Negyeddöntő, visszavágó 2009. november 17. 13:00 |

| Zalaegerszegi TE                      | 3 – 1               | Szigetszentmiklósi TK |
| ------------------------------------- | ------------------- | --------------------- |
| Kamber 33' Máté 62' 33' Pavićević 89' | (1 – 1) Jegyzőkönyv | Riedl 30' Király 43'  |

| ZTE Aréna, Zalaegerszeg Nézőszám: 300 Játékvezető: Kovács J. Zoltán (magyar) |

| Elődöntő, első mérkőzés 2010. március 24. 18:00 |

| Újpest                              | 0 – 1               | Zalaegerszegi TE                      |
| ----------------------------------- | ------------------- | ------------------------------------- |
| Millar 51' Vaskó 62′ Vasiljević 69' | (0 – 0) Jegyzőkönyv | Balázs 88' Kocsárdi 67' Pavićević 90' |

| Szusza Ferenc Stadion, Budapest Nézőszám: 2 696 Játékvezető: Vad II. István (magyar) |

| Elődöntő, visszavágó 2010. április 14. 18:00 |

| Zalaegerszegi TE                                 | 0 – 0               | Újpest                |
| ------------------------------------------------ | ------------------- | --------------------- |
| Vlaszák 10' Bogunović 70' Horváth 88' Balázs 89' | (0 – 0) Jegyzőkönyv | Kabát 13' Simek 90+1' |

| ZTE Aréna, Zalaegerszeg Nézőszám: 5 815 Játékvezető: Solymosi Péter (magyar) |

| Döntő 2010. május 26. 19:00 |

| Debreceni VSC                                                  | 3 – 2                         | Zalaegerszegi TE                               |
| -------------------------------------------------------------- | ----------------------------- | ---------------------------------------------- |
| Coulibaly 24' 68' Yannick 31' Komlósi 12' Laczkó 32' Rezes 71' | (2 – 1) Jegyzőkönyv Részletek | Pavićević 42' Rudņevs 70' Máté 64' Horváth 71' |

| Puskás Ferenc Stadion, Budapest Nézőszám: 5 000 Játékvezető: Vad II István (magyar) |

### Ligakupa

#### Csoportkör (B csoport)
| 1. forduló 2009. július 22. 19:00 |

| Zalaegerszegi TE                              | 2 – 0               | Videoton          |
| --------------------------------------------- | ------------------- | ----------------- |
| Rudņevs, A. 41' Vittman Á. 50' Balázs Zs. 71' | (1 – 0) Jegyzőkönyv | Milanović, D. 47' |

| ZTE Aréna, Zalaegerszeg Játékvezető: Bognár Tamás (magyar) Asszisztensek: Iványi István Takács Gábor |

| 2. forduló 2009. július 29. 18:00 |

| Lombard Pápa                                | 5 – 2               | Zalaegerszegi TE                                       |
| ------------------------------------------- | ------------------- | ------------------------------------------------------ |
| Zulevs 14' 70' Béres 41' Bali 74' Sarus 85' | (2 – 1) Jegyzőkönyv | Magasföldi 27' Polareczki 90+2' Kocsis 49' Schultz 63' |

| Perutz Stadion, Pápa Játékvezető: Oláh Gábor (magyar) |

- A jegyzőkönyvből nem derül ki az összes gólszerző.[3]

| 3. forduló 2009. augusztus 5. 20:00 |

| Győri ETO                                                 | 3 – 1               | Zalaegerszegi TE      |
| --------------------------------------------------------- | ------------------- | --------------------- |
| Józsi 26' Kink 33' Dinjar 40' Pilibaitis 43' Đorđević 66′ | (3 – 0) Jegyzőkönyv | Horváth 67' Sluka 83' |

| ETO Park, Győr Játékvezető: Kovács J. Zoltán (magyar) |

| 4. forduló 2009. augusztus 19. 19:00 |

| Zalaegerszegi TE                                             | 3 – 1               | Paksi FC                            |
| ------------------------------------------------------------ | ------------------- | ----------------------------------- |
| Pavićević 14' Kamber 37' Illés 40' Todorović 54' Schultz 80' | (3 – 0) Jegyzőkönyv | Pap 73' Vári 44' Nagy 70' Gévay 75' |

| ZTE Aréna, Zalaegerszeg Játékvezető: Szilasi Szabolcs (magyar) |

| 5. forduló 2009. augusztus 25. 18:00 |

| Kaposvári Rákóczi | 1 – 0               | Zalaegerszegi TE      |
| ----------------- | ------------------- | --------------------- |
| Reszli 22'        | (1 – 0) Jegyzőkönyv | Hadar 55' Horváth 72' |

| Rákóczi Stadion, Kaposvár Játékvezető: Németh Ádám (magyar) |

| 6. forduló 2009. szeptember 22. 18:00 |

| Videoton                                | 1 – 1               | Zalaegerszegi TE      |
| --------------------------------------- | ------------------- | --------------------- |
| Elek Á. 43' Móri T. 66' Radović, I. 80' | (1 – 0) Jegyzőkönyv | Magasföldi J. 49' 41' |

| Sóstói Stadion, Székesfehérvár Játékvezető: Szilasi Szabolcs (magyar) Asszisztensek: Kiss I. Balázs Iványi István |

| 7. forduló 2009. november 4. 13:00 |

| Zalaegerszegi TE                        | 4 – 2               | Lombard Pápa                  |
| --------------------------------------- | ------------------- | ----------------------------- |
| Todorović 66' Illés 71' Vittman 75' 78' | (0 – 1) Jegyzőkönyv | Gahwagi 2' Tóth 60' Sipos 65' |

| ZTE Aréna, Zalaegerszeg Játékvezető: Király Gergő (magyar) |

| 8. forduló 2009. november 13. 13:00 |

| Zalaegerszegi TE                                           | 1 – 0               | Győri ETO                                |
| ---------------------------------------------------------- | ------------------- | ---------------------------------------- |
| Rajcomar 65' Illés 1' Magasföldi 28' Horváth 51' Barna 76' | (0 – 0) Jegyzőkönyv | Alekszidze 45' Pilibaitis 66' Völgyi 81' |

| ZTE Aréna, Zalaegerszeg Játékvezető: Németh Ádám (magyar) |

| 9. forduló 2009. november 25. 13:00 |

| Paksi FC                                                  | 3 – 0               | Zalaegerszegi TE            |
| --------------------------------------------------------- | ------------------- | --------------------------- |
| Böde 6' 67′ Sipeki 34' Heffler 49' Tamási 58' Weitner 88' | (2 – 0) Jegyzőkönyv | Bogunović 42' Todorović 69′ |

| Fehérvári úti stadion, Paks Játékvezető: Barna Gábor (magyar) |

| 10. forduló 2009. december 2. 13:00 |

| Zalaegerszegi TE                         | 3 – 1               | Kaposvári Rákóczi                          |
| ---------------------------------------- | ------------------- | ------------------------------------------ |
| Rajcomar 1' 60' Balázs 4' Miljatovič 74' | (2 – 0) Jegyzőkönyv | Marković 51' Stanić 62' Pest 65' Major 86' |

| ZTE Aréna, Zalaegerszeg Játékvezető: Király Krisztián (magyar) |

#### A B csoport végeredménye
| Színmagyarázat | Színmagyarázat                                                 |
| -------------- | -------------------------------------------------------------- |
|                | A csoportelső és csoportmásodik bejutott a középdöntőbe.       |
|                | A csoport többi helyezettje nem folytathatta a kupaszereplést. |

| Csapat            | M  | Gy | D | V | G+ | G– | Gk  | P  |
| ----------------- | -- | -- | - | - | -- | -- | --- | -- |
| Videoton          | 10 | 5  | 4 | 1 | 19 | 7  | +12 | 19 |
| Paksi FC          | 10 | 5  | 2 | 3 | 16 | 11 | +5  | 17 |
| Zalaegerszegi TE  | 10 | 5  | 1 | 4 | 17 | 17 | 0   | 16 |
| Győri ETO         | 10 | 4  | 4 | 2 | 18 | 11 | +7  | 16 |
| Kaposvári Rákóczi | 10 | 3  | 1 | 6 | 9  | 19 | –10 | 10 |
| Lombard Pápa      | 10 | 1  | 2 | 7 | 12 | 26 | –14 | 5  |

## Lásd még
- 2009–2010-es magyar labdarúgó-bajnokság